# スクリーム2
『スクリーム2』（原題: Scream）は、1997年のアメリカのスラッシャー映画。『スクリーム』（1996年）の続編。

## ストーリー
前作の連続殺人事件から2年後、大学生となったシドニーは、恋人のデレクや友人のハリーたちとともに大学生活を満喫していた。前作での事件を生存者の一人であるゲイルが小説にしベストセラーとなる。それが『スタブ』（『Stab』、「鋭利な刃物で突き刺す」）というタイトルで映画化されることになった。その試写会の日、シドニーが通う大学の学生カップル、モーリーンとフィルが、劇場内で何者かに刺殺された。
数日後、再び事件が起きる。大学の合同パーティーの最中に一人留守番で女子寮に残っていた大学生のシーシーが何者かに惨殺される。事件を知ったシドニーの元に電話がかかってきた。
「やあシドニー。俺を覚えているか？」
ランディ、デューイ、ゲイル、ジョエルの4人は、それぞれ2年前の事件と今回の連続殺人事件の関連性について調べていた。4人で集まって相談をしている時にランディの携帯電話が鳴り、電話に出ると殺人犯からであった。「携帯電話を持っている者が犯人だ」と確信したランディたちは周囲を探すが見付からない。その隙を突かれてランディが車の中に引きずり込まれ刺殺されてしまう。ランディの死に心を痛めたゲイルはデューイとともに本格的に殺人事件の調査を開始する。大学の図書館にいたシドニーの前に、母の殺人犯として免罪逮捕されていたコットン・ウェアリーが現れる。コットンはシドニーに対して「ダイアン・ソイヤーが司会を務める番組に出演しないか？」と持ち掛けるもシドニーは断る。コットンはシドニーの護衛をしていた警察官に取り押さえられる。ハリーとともに警察の車で護送されていたシドニーは、護送中に殺人犯に襲撃される。護衛の警官2人は殺され車は壁に激突、運転席で動かなくなっていた殺人犯の顔を確認しようとしたのが災いし、ハリーが刺殺されてしまう。
デューイとゲイルは、自分たちが撮っていたビデオカメラに写っている映像を確かめていた。その途中に殺人鬼が現れ、2人を追い回す。その後、デューイはゲイルの目の前で、殺人犯にメッタ刺しにされた。校内に逃げ隠れたシドニーの前に姿を現したのは、同じ大学に通う学生、ミッキーであった。ミッキーは磔にされて身動きが取れない状態のデレクを登場させ、「お前のデレクは本当に恋人か？殺人鬼じゃないのか？」との言葉を投げかけ、デレクの胸を撃って息の根を止める。さらに前作でシリアルキラーだったビリーの母親、デビー・ルーミスがゲイルに銃を突きつけながら現れる。一連の事件を起こした動機は、息子のビリーが恋人だったシドニーに殺されたことによる復讐であり、息子を侮辱する者やシドニーに近い者たちを惨殺していたのであった。ミッキーとはインターネットで知り合い、学費を援助するという条件で協力者にしたのだという。だが、彼女は完全犯罪を目論んでおり、この事件をミッキー単独による犯行および相撃ちによる全員死亡という筋書きで幕を下ろすため、ミッキーに容赦なく弾丸を浴びせ、その後シドニーに襲い掛かる。
シドニーは絶体絶命の状況に追い込まれるが、そこに銃を持ったコットン・ウェアリーが現れる。デビー・ルーミスはシドニーの背後に回って彼女の首にナイフをあてがいつつ、「あなたが刑務所に入れられたのはこの女のせいでしょ！」と叫ぶ。コットンはしばし沈黙したのち、引き金を引いた。その先で倒れたのは・・・。

## 登場人物

### 前作から登場
シドニー・プレスコット（Sidney Prescott）
演 - ネーヴ・キャンベル
物語の主人公。ウィンザー大学に通う大学生。演劇学専攻。
デューイ・ライリー（Dwight "Dewey" Riley）
演 - デヴィッド・アークエット
ウッズボロー警察署保安官代理。事件を知り、シドニーの元に駆け付ける。2年前の事件の怪我で後遺症を患っている。
ゲイルに好意を抱いているが、書籍内でこき下ろされたことで反感の気持ちを抱いている。
ゲイル・ウェザーズ（Gale Weathers）
演 - コートニー・コックス
全国ネットのTVリポーターで、小説家。2年前のウッズボロー殺人事件を書籍化し、映画化もされる程の大ベストセラーとなった。
有名レポーターとなったが、まだゴシップを撮るために、コットンとシドニーを近づける。
ランディ・ミークス（Randy Meeks）
演 - ジェイミー・ケネディ
シドニーの友人の1人で、同級生。映画学専攻。映画オタクで、シドニーに片思いしている。
コットン・ウェアリー（Cotton Weary）
演 - リーヴ・シュライバー
前作で「モーリーン・プレスコット殺人事件」の犯人として1年間収監されていた男。
本作では釈放され、テレビのトークショーに呼ばれる等注目を浴びている。更なる注目を集めたいがために、シドニーに接触する。

### ウィンザー大学学生
デレク・フェルドマン（Derek Feldman）
演 - ジェリー・オコーネル
シドニーの恋人。医学専攻。
ハリー・マクダニエル（Hallie McDaniel）
演 - エリーズ・ニール
シドニーのルームメイト。サークル「デルタラムダゼータ友愛会」のメンバー。
ミッキー・アルティエリ（Mickey Altieri）
演 - ティモシー・オリファント
デレクの友人。映画学専攻。ランディ並みの映画オタク。
マーフィー（Murphy）
演 - ポーシャ・デ・ロッシ
サークル「デルタラムダゼータ友愛会」のリーダー。
ロイス（Lois）
演 - レベッカ・ゲイハート
サークル「デルタラムダゼータ友愛会」のメンバー。
ケイシー・クーパー（Casey "Cici" Cooper）
演 - サラ・ミシェル・ゲラー
女子寮の生徒。愛称はシーシー（Cici）。
ドウニー（Dawnie）
演 - マリソル・ニコルズ
女子寮の生徒。
フィル・スティーヴンス（Phil Stevens）
演 - オマー・エップス
大学4年生。モーリーンの恋人。物語の冒頭、『スタブ』の試写会が開催された劇場で殺害された。
モーリーン・エバンス（Cotton Weary）
演 - ジェイダ・ピンケット
大学4年生。フィルの恋人。物語の冒頭、『スタブ』の試写会が開催された劇場で殺害された。

### その他の登場人物
デビー・ルーミス（Debbie Loomis）
演 - ローリー・メトカーフ
ゲイルに付きまとう地元紙の記者。ビリー・ルーミスの母。当初はデビー・ソルト（Debbie Salt）と名乗っていた。
ジョエル・ジョーンズ（Joel Jones）
演 - デュアン・マーティン
支局から派遣されたTVカメラマン。ゲイルと行動を共にする。
ルイス・ハートリー（Chief Lewis Hartley）
演 - ルイス・アークエット
警察本部長。
ガス・ゴールド教授（Gus Gold）
演 - デビッド・ワーナー
演劇学科の大学講師。シドニーを舞台の主役に抜擢する。
「スタブ」のケイシー・ベッカー
演 - ヘザー・グレアム
「スタブ」のシドニー・プレスコット
演 - トリ・スペリング
「スタブ」のビリー・ルーミス
演 - ルーク・ウィルソン
トークショーのホスト
演 - ケヴィン・ウィリアムソン
電話口での殺人鬼
声 - ロジャー・L・ジャクソン

## 出演
| 役名                   | 俳優                     | 日本語吹替                                            |
| ---------------------- | ------------------------ | ----------------------------------------------------- |
| シドニー・プレスコット | ネーヴ・キャンベル       | 根谷美智子                                            |
| デューイ・ライリー     | デヴィッド・アークエット | 宮本充                                                |
| ゲイル・ウェザーズ     | コートニー・コックス     | 佐々木優子                                            |
| ランディ・ミークス     | ジェイミー・ケネディ     | 神奈延年                                              |
| コットン・ウェアリー   | リーヴ・シュライバー     | 小杉十郎太                                            |
| デレク・フェルドマン   | ジェリー・オコーネル     | 松本保典                                              |
| ハリー・マクダニエル   | エリーズ・ニール         | 横山智佐                                              |
| デビー・ルーミス       | ローリー・メトカーフ     | 宮寺智子                                              |
| ミッキー・アルティエリ | ティモシー・オリファント | 高木渉                                                |
| ジョエル・ジョーンズ   | デュアン・マーティン     | 藤原啓治                                              |
| ルイス・ハートリー     | ルイス・アークエット     | 宝亀克寿                                              |
| ガス・ゴールド教授     | デビッド・ワーナー       | 小島敏彦                                              |
| マーフィー             | ポーシャ・デ・ロッシ     |                                                       |
| ロイス                 | レベッカ・ゲイハート     | 菊地祥子                                              |
| ケイシー・クーパー     | サラ・ミシェル・ゲラー   | 池澤春菜                                              |
| ドウニー               | マリソル・ニコルズ       |                                                       |
| フィル・スティーブンス | オマー・エップス         | 古澤徹                                                |
| モーリーン・エバンス   | ジェイダ・ピンケット     | 富沢美智恵                                            |
| 電話口での殺人鬼の声   | ロジャー・L・ジャクソン  | 山野井仁                                              |
| 役不明又はその他       |                          | 加藤優子 中村千絵 乃村健次 川島得愛 遊佐浩二 落合るみ |

- 字幕翻訳：石田泰子
- 吹替翻訳：高山美香

## 製作
- 監督：ウェス・クレイヴン
- 製作：キャシー・コンラッド、マリアンヌ・マッダレーナ
- 脚本：ケヴィン・ウィリアムソン
- 撮影：ピーター・デミング
- 衣装：キャスリーン・ディトロ
- 音楽：マルコ・ベルトラミ
- 美術：ボブ・ジンビッキ
- 編集：パトリック・ルッスィア
- 製作総指揮：ボブ・ワインスタイン、ハーヴェイ・ワインスタイン、ケヴィン・ウィリアムソン